# Ideobisium chapmani
Espèce
Ideobisium chapmani est une espèce de pseudoscorpions de la famille des Syarinidae.

## Distribution
Cette espèce est endémique de l'État de Falcón au Venezuela. Elle se rencontre à Curimagua dans la grotte Cueva Camburales.

## Description
Le mâle holotype mesure 1,7 mm et la femelle paratype 2,0 mm.

## Étymologie
Cette espèce est nommée en l'honneur de Philip Chapman.

## Publication originale
- Muchmore, 1982 : The genera Ideobisium and Ideoblothrus, with remarks on the family Syarinidae (Pseudoscorpionida). Journal of Arachnology, vol. 10, no 3, p. 193-221 (texte intégral).